# Rutilia micropalpis
Rutilia micropalpis là một loài ruồi trong họ Tachinidae.